# Manduca huascara
Manduca huascara är en fjärilsart som beskrevs av William Schaus 1941. Manduca huascara ingår i släktet Manduca och familjen svärmare. Inga underarter finns listade i Catalogue of Life.